# Август Попов (актьор)
Август-Бебел Попов е роден на 01.02.1967 г. в гр. Ямбол. Кръстен е на немския социалист Август Бебел. Завършва актьорско майсторство в НАТФИЗ „Кръстьо Сарафов“ със специалност „Актьорско майсторство“ в класа на проф. Стефан Данаилов. Участва в различни телевизионни програми – студенсткото предаване „Ку-Ку“, „Пирон“, „Коктейлите на Влади“ с колегата си от университета Владислав Карамфилов, по-известен като Влади Въргала.
Освен актьорската дейност Август има и отлична музикална култура, което е предпоставка за участието му в над 60 концерта в България.
Попов има дългогодишна връзка със сестрата на Ивет Лалова – Ани.

## Филмография
- „Голата истина за група Жигули“ (2021) - Боби Чаев